# 人道援助
人道援助（じんどうえんじょ）、あるいは人道支援（じんどうしえん）は人道上の目的で行われるあらゆる手段、または資金的・世論的・法律的な援助を提供すること。
一般には人道問題に対して行われ、主な対象は生命を維持し、苦しみを和らげ、個人の尊厳を守ることにある。従って開発援助とは区別されるかもしれないし、そのことは危機や緊急事態に導かれかねない社会経済的要因を和らげることが求められている。

## 人道援助
人道援助は国際連合総会決議46/182や災害軽減における国際赤十字及び国際赤新月社並びにNGOに関する運営規約によると政府当局者や非政府組織、その他の非政府人道当局者により行われている。

## 資金
資金は個人、企業、政府などの組織から寄付で賄われている。人道援助の資金と配分は、益々多くの人に影響を及ぼす大緊急事態に迅速で効果的な援助を容易にする国際的な段階で組織されている（例：中央緊急援助基金参照）。国際連合人道問題調整事務所（OCHA）は国際連合総会決議46/182に従って危機や緊急事態に対する国際人道援助の調整を行っている。
また、大規模な国ベースの人道援助としては、アメリカ合衆国国際開発庁（USAID）による支援があり、世界中の非政府組織、援助団体、非営利団体に年間数百億ドルの援助が配分されてきたが、2025年に発足した第2次トランプ政権では、慈善ベースの支援モデルが廃止されるなど転換期を迎えた。

## 基準作り
ジュネーブに本部を置く米豪系「NPO」HAPインターナショナル（人道援助の説明責任のための国際提携 (Humanitarian Accountability Partnership International) 、あるいは「人道援助の説明責任プロジェクト」）は協力者や被災者などの協力のもとで人道援助における説明責任や品質管理に関する基準 HAP2007 を作った。この認証計画は認定された団体がHAPの基準に従って人道活動の質を管理していることを保証することを目的にしている。実際にはHAPの認定は（3年間有効）、組織の使命宣言、資金、管理体制に接することができる外部監査人がいて、運営と全体の責任に関する透明性を確保できることを意味している。
HAPインターナショナルの説明としては、人道援助の説明責任と品質管理に関するHAP2007基準は、人道組織に向けた品質を保証する手段である。6つの基準に対する組織のプロセスや政策、成果を比較することで組織がその人道活動における品質と説明責任を保証する度合いを測ることができる。基準に則った団体は次の通りである。
- HAPの人道上の活動原則と人道上の責任体制に対する約束を宣言すること
- 人道上の品質管理体制を発展させ実行すること
- 主要な管理者に品質管理に関する主な情報を提供すること
- 受益者と代表がプログラム決定に参画できるようにし、インフォームド・コンセントを行うこと
- 能力を測定し、職員の需要を発展させること
- 不満処理の手続きを創設し実行すること
- 改良が続けられる過程を創設すること[8]

スフェア・プロジェクト便覧災害援助に関する人道憲章と最低限の基準は、主導的な非政府人道団体が共同で製作したもので、人道上の活動に関する次の原則を掲げている。
- 尊厳ある生命権
- 戦闘員と非戦闘員の区別
- ノン・ルフールマンの原則

品質範囲に基づく品質計画は、地球に対する多面的な計画であり、品質の追求よりも「最低限のもの」に基づく標準化の副作用と近付ける副作用を根拠に取り入れている。この計画はグループURDが先導している。

## 安全
人道援助活動に参加するあらゆる組織は、可能な限り援助活動家を安全にできるように独自の決まり、規定、予防計画がある。それにもかかわらずこうした活動につきものの危険と脅威が、常に存在し、それぞれに活動分野が独自のもののために活動を最小のものにし辛くなっている。比較的平穏で落ち着きのある地域でさえ暴力は突然起こり得る。
このことから、人道援助活動主体として軍隊が選ばれることも増えている。軍隊の戦闘教義においては、戦争以外の軍事作戦（MOOTW）の一環として定義されており、軍隊が備える自己完結能力と自衛能力が活用される。ただし特に他国の軍隊については、その存在そのものが地元の住民や武装勢力を刺激する恐れがあるため、暴力に遭遇する頻度が増加し、軍隊自身、およびその近傍で活動する民間団体が危険にさらされる恐れも指摘されている。

### 人道援助に関する評論
- A Bed for the Night: Humanitarianism in Crisis デヴィッド・リーフやジョアン・マイヤーとのインタヴュー
- Journal of Humanitarian Assistance ショーン・グリーナウェイ：ポストモダンの騒乱と人道活動：パラダイムへの疑問